# Paraformaldehyde
Paraformaldehyde is een organische verbinding met als brutoformule (CH2O)n (waarbij n loopt van 8 tot 100) en die het condensatieproduct van formaldehyde is. Het is een witte kristallijne stof met een scherpe geur. De stof is een polyacetaal en bestaat eigenlijk uit een aaneenschakeling van 8 tot 100 moleculaire eenheden, waarbij iedere eenheid als brutoformule CH2O heeft. Daarom wordt de stof ook weleens polyformaldehyde genoemd. Polyoxymethyleen is in feite een synthetische vorm van paraformaldehyde, maar dan met veel langere ketens.

## Toepassingen
Paraformaldehyde wordt gebruikt als ontsmettingsmiddel, als fungicide, als fixatief en wordt ingezet in de bereiding van zuivere formaldehyde. Het kan ook gebruikt worden in reacties ter vervanging van formaldehyde (bijvoorbeeld bij Wittig-reacties), omdat die stof in zuivere toestand een gas is. De opbrengst van dergelijke reacties ligt echter beduidend lager dan wanneer met zuiver formaldehyde wordt gewerkt.

## Toxicologie en veiligheid
Paraformaldehyde ontleedt bij verhitting of bij contact met oxiderende stoffen, zuren en basen, met vorming van ontvlambaar formaldehyde. Boven 71°C kunnen ontplofbare damp- of luchtmengsels worden gevormd.